# 에플로르니틴
에플로르니틴(Eflornithine)은 바니카 등의 상품명으로 판매되는 의약품으로, 아프리카 트리파노소마병과 여성의 얼굴에 나는 과도한 털 성장을 치료하는 데 사용된다. 특히 T. b. 감비엔세에 의해 유발되는 수면병 2단계에 사용되며 니푸르티목스와 함께 사용할 수 있다. 이것은 정맥으로 또는 국소적으로 투여된다. 이것은 오르니틴 탈카복실화효소 억제제이다.
크림으로 도포할 때 흔한 부작용으로는 발진, 발적, 작열감이 있다. 주사제 형태의 부작용으로는 골수억제, 구토, 발작이 있다. 임신 또는 모유 수유 중 사용이 안전한지는 불분명하다. 일반적으로 12세 이상의 어린이에게 권장된다.
에플로르니틴은 1970년대에 개발되었고 1990년에 의학적으로 사용되었다. 이것은 세계보건기구 필수 의약품 목록에 포함되어 있다. 미국에서는 주사제 형태를 미국 질병통제예방센터에서 얻을 수 있다. 수면병이 흔한 전 세계 지역에서는 세계보건기구가 에플로르니틴을 무료로 제공한다.

## 의료적 이용

### 수면병
수면병 또는 트리파노소마병은 질병의 첫 단계에서 근육 주사로 투여되는 펜타미딘 또는 수라민으로 치료하며(기생충 아종에 따라 다름), 질병의 두 번째 단계에서는 멜라르소프롤과 에플로르니틴 정맥 주사로 치료한다. 에플로르니틴은 일반적으로 니푸르티목스와 병용 투여되며, 이는 에플로르니틴 주입 7일과 경구용 니푸르티목스 정제 10일로 치료 기간을 단축시킨다.
에플로르니틴은 멜라르소프롤, 니푸르티목스와 같은 다른 약물과 병용하여 사용해도 효과적이다. 2005년의 한 연구에서는 에플로르니틴 단독 투여와 멜라르소프롤 투여의 안전성을 비교했으며, 에플로르니틴이 2단계 수면병인 트리파노소마 브루케이 감비엔세를 치료하는 데 더 효과적이고 안전하다는 것을 발견했다. 에플로르니틴은 트리파노소마 브루케이 로데시엔세에는 효과가 없는데, 이는 이 기생충이 약물에 대한 민감성이 낮기 때문이다. 대신 트리파노소마 브루케이 로데시엔세는 멜라르소프롤로 치료한다. 우간다에서 수행된 또 다른 무작위 대조 시험에서는 이러한 약물들의 다양한 조합의 효능을 비교했으며, 니푸르티목스-에플로르니틴 병용 요법이 가장 유망한 1차 치료 요법이라는 것을 발견했다.
콩고, 코트디부아르, 콩고민주공화국, 우간다에서 새로운 사례 및 재발 사례에 대해 7일 정맥 투여 요법이 표준 14일 요법만큼 효과적인지 확인하기 위한 무작위 대조 시험이 수행되었다. 결과는 단축된 요법이 재발 사례에는 효과적이었지만 새로운 질병 사례에는 표준 요법보다 열등하다는 것을 보여주었다.
니푸르티목스-에플로르니틴 병용 요법 (NECT)은 2단계 감비엔세 아프리카 트리파노소마병 치료에 효과적인 요법이다.

#### 트리파노소마 저항성
1980년대에 시장에 도입된 이후, 에플로르니틴은 숙주에 대한 독성이 낮아 인간 아프리카 트리파노소마병(HAT)에 대한 1차 약물로서 멜라르소프롤을 대체했다. 에플로르니틴에 내성이 있는 트리파노소마 브루케이는 이미 1980년대 중반에 보고되었다.
트리파노소마 유전체에 보존된 TbAAT6 유전자는 에플로르니틴을 세포 내로 운반하는 막횡단 수송체 역할을 하는 것으로 여겨진다. 특정 돌연변이로 인한 이 유전자의 손실은 여러 트리파노소마에서 에플로르니틴 내성을 유발한다. 돌연변이되었거나 비효율적인 TbAAT6 유전자를 가진 트리파노소마에 의해 유발된 인간 아프리카 트리파노소마병 환자에게 에플로르니틴이 처방되면 약물이 질병에 효과가 없을 것이다. 에플로르니틴 내성은 멜라르소프롤의 사용을 증가시켰고, 이는 그 독성에도 불구하고 사용되고 있으며, 수용체 HAT 환자의 5%의 사망과 관련이 있다.

### 여성의 과도한 얼굴 털
국소 크림은 여성의 얼굴 조모증 치료에 사용된다. 이것은 얼굴 털 성장을 늦추는 유일한 국소 처방 치료제이다. 바니카(Vaniqa)를 사용한 임상 연구에서 81%의 여성이 12개월 치료 후 임상적 개선을 보였다. 8주 후 긍정적인 결과가 나타났다. 그러나 크림 사용을 중단하면 8주 이내에 털이 기준 수준으로 다시 자랐다.
바니카 치료는 얼굴 조모증의 심리적 부담을 상당히 줄여준다.

### 신경모세포종
미국에서 에플로르니틴은 고위험 신경모세포종 환자의 재발 위험을 줄이는 데 적응증이 있다.

## 금기

### 국소
국소 사용은 에플로르니틴 또는 다른 부형제에 과민 반응이 있는 사람에게는 금기이다.
임상시험을 통해 제한된 임산부 노출 데이터에 따르면, 바니카 치료가 임산부 또는 태아에게 해로운 영향을 미친다는 임상적 증거는 없다.

### 경구 투여
경구 투여 시 신장 기능 장애 또는 기존 혈액학적 이상, 그리고 제8뇌신경 손상이 있는 사람의 경우 유익성-위험성을 평가해야 한다.
인간 임신과 관련하여 에플로르니틴에 대한 적절하고 잘 통제된 연구는 수행되지 않았다. 에플로르니틴은 잠재적 유익성이 태아에게 잠재적 위험성보다 클 경우에만 임신 중에 사용해야 한다. 그러나 아프리카 트리파노소마병은 치료하지 않으면 사망률이 높으므로 에플로르니틴 치료는 태아에게 어떤 잠재적 위험성도 정당화할 수 있다.

## 부작용
에플로르니틴은 유전독성이 없으며, 광발암성 연구를 포함한 발암성 연구에서 종양 유도 효과는 관찰되지 않았다. 기형 유발 효과는 발견되지 않았다.

### 국소
에플로르니틴의 국소 형태는 바니카라는 상품명으로 판매된다. 가장 흔하게 보고된 부작용은 여드름 (7-14%)이다. 흔히 (1% 초과) 보고되는 다른 부작용으로는 내생 털로 인한 피부 반응, 탈모, 화끈거림, 따끔거림 또는 저린 감각, 건성 피부, 가려움, 발적 또는 발진과 같은 피부 문제가 있다.

### 정맥
에플로르니틴의 정맥 투여 형태는 Ornidyl이라는 상품명으로 판매된다. 주사를 통한 전신 사용과 관련된 대부분의 부작용은 일시적이며 약물 중단 또는 용량 감소로 회복 가능하다. 혈액학적 이상은 흔히 발생하며, 10%에서 55% 범위이다. 이러한 이상은 용량 의존적이며 일반적으로 가역적이다. 혈소판감소증은 말초 파괴보다는 생산 결함 때문인 것으로 생각된다. 발작은 환자의 약 8%에서 나타났지만, 약물보다는 질병 상태와 관련될 수 있다. 장기 치료(4-8주 이상의 치료 또는 총 용량 300g 초과)를 받는 환자의 30-70%에서 가역적 청력 손실이 발생했으며, 고주파 청력이 먼저 손실되고 중저주파 청력이 이어진다. 아프리카 트리파노소마병 치료는 단기적이므로 환자는 청력 손실을 경험할 가능성이 낮다.

## 상호작용

### 국소
국소 제형과의 상호작용 연구는 수행되지 않았다.

## 작용 기전

### 설명
에플로르니틴은 자살 억제제로, 오르니틴 탈카복실화효소(ODC)에 비가역적으로 결합하여 자연 기질인 오르니틴이 활성 부위에 접근하는 것을 방지한다 (그림 1). ODC의 활성 부위 내에서 에플로르니틴은 조효소인 피리독살 5'-인산(PLP)의 도움으로 탈카복실화를 거친다. 오르니틴에 비해 추가적인 디플루오로메틸기가 있기 때문에 에플로르니틴은 이웃하는 Cys-360 잔기에 결합하여 활성 부위에 영구적으로 고정될 수 있다.
반응 동안 에플로르니틴의 탈카복실화 메커니즘은 오르니틴의 활성 부위에서의 반응 메커니즘과 유사하며, PLP와 함께 아미노기 전이반응이 일어나고 이어서 탈카복실화가 일어난다. 탈카복실화 과정에서 추가적인 메틸기에 붙어 있는 플루오린 원자는 이산화탄소 방출로 인해 발생하는 음전하를 끌어당겨 플루오린화물 이온이 방출되게 한다. ODC의 자연 기질에서는 PLP의 고리가 CO2 방출로 인해 발생하는 전자를 받아들인다.
추가적인 메틸기에 붙어 있는 나머지 플루오린화물 원자는 친전자성 탄소를 생성하며, 이 탄소는 주변의 Cys-360의 싸이올기에 의해 공격되어 에플로르니틴이 두 번째 플루오린화물 원자가 방출되고 전이이민화된 후 효소에 영구적으로 붙어 있게 된다.

### 증거
트리파노소마 브루케이의 ODC와 오르니틴의 반응 메커니즘은 반응 중에 발생하는 독특한 중간체를 식별하기 위해 UV-VIS 분광법으로 특징지어졌다. 다파장 스톱드 플로우 분광법의 특정 방법은 흡광도 측정 변화를 통해 5가지 특정 중간체를 식별하기 위해 단색광 및 형광을 활용했다. ODC의 정상 상태 회전수, kcat는 4°C에서 0.5 s-1로 계산되었다. 이 특징 분석에서 속도 제한 단계는 오르니틴과 ODC의 반응으로부터 생성물 푸트레신이 방출되는 것임이 밝혀졌다.
에플로르니틴의 가상 반응 메커니즘을 연구하기 위해 방사성 펩티드 및 에플로르니틴 매핑, 고압 액체 크로마토그래피, 기체상 펩티드 시퀀싱을 통해 수집된 정보는 Lys-69와 Cys-360이 T. brucei ODC의 활성 부위에서 에플로르니틴과 공유 결합한다는 것을 시사했다. 고속 원자 폭격 질량 분석법(FAB-MS)을 이용하여 ODC와의 상호작용 후 에플로르니틴의 구조적 형태가 (S)-((2-(1-피롤린-메틸) 시스테인), 즉 고리형 이민 부가물로 결정되었다. 이 특정 생성물의 존재는 NaBH4 존재 하에 최종 생성물을 (S)-((2-피롤) 메틸) 시스테인으로 더 환원시키고 최종 생성물을 (S)-((2-피롤리딘) 메틸) 시스테인으로 산화시키는 가능성에 의해 뒷받침되었다 (그림 2).

### 활성 부위
에플로르니틴의 ODC에 대한 자살 억제는 자연 기질인 오르니틴이 효소의 활성 부위에 접근하는 것을 물리적으로 차단한다(그림 3). 오르니틴 탈카복실화효소의 동종이합체화에 의해 형성된 두 개의 구별된 활성 부위가 있다. 활성 부위로의 개방 크기는 약 13.6 Å이다. 활성 부위로의 이러한 개방이 차단되면 오르니틴이 활성 부위로 들어갈 수 있는 다른 방법은 없다. 에플로르니틴과 PLP의 중간 단계 동안, Cys-360 근처의 위치는 상호작용이 일어나도록 한다. PLP의 인산염이 Arg 277 및 글리신 풍부 루프(235-237)에 의해 안정화되는 동안, 에플로르니틴의 디플루오로메틸기는 전이이민화 전에 Cys-360 및 PLP와 상호작용하고 고정된 상태로 유지될 수 있다.
그림에서 볼 수 있듯이, 피롤린 고리는 오르니틴의 진입을 방해한다 (그림 4). 에플로르니틴은 이 위치에 Cys-360에 영구적으로 결합된 상태로 유지된다. ODC는 두 개의 활성 부위를 가지므로, 오르니틴 탈카복실화를 완전히 억제하려면 두 개의 에플로르니틴 분자가 필요하다.

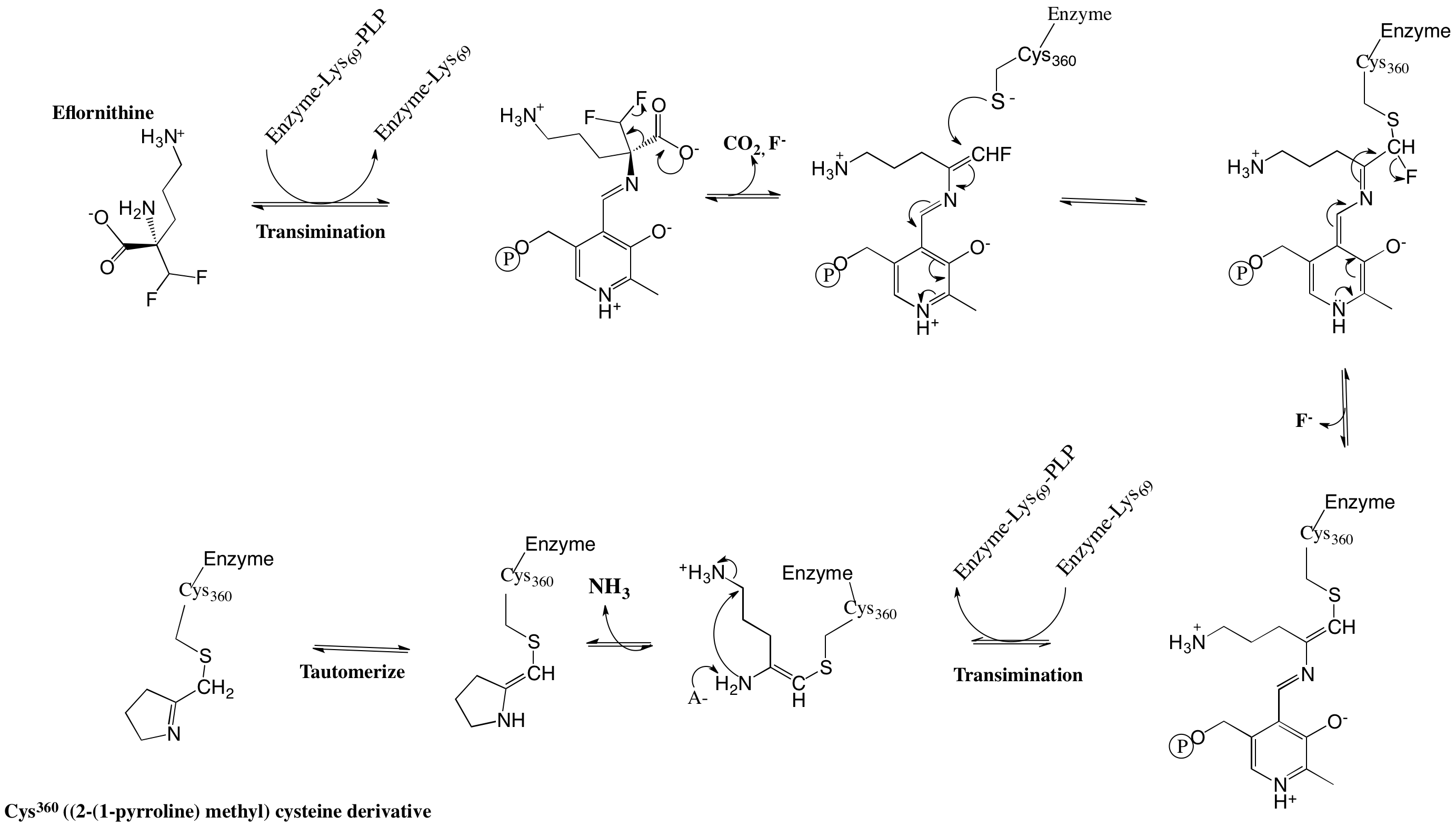
에플로르니틴 ODC 반응 메커니즘
그림 2 에플로르니틴 최종 생성물에 대한 실험적 증거[30]

그림 1 (A) L-오르니틴의 3D 구조 (B) 에플로르니틴의 3D 구조. 이 분자는 L-오르니틴과 유사한 구조를 가지지만, 알파-디플루오로메틸기가 활성 부위의 Cys-360과 상호작용하도록 한다.
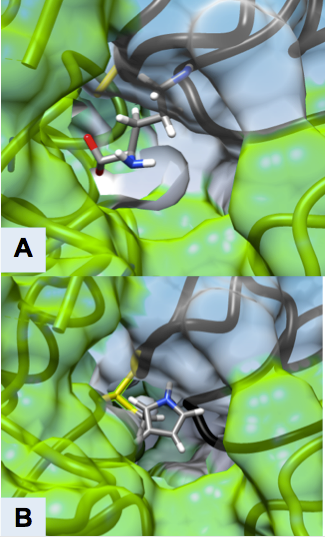
그림 3 동종이합체화에 의해 형성된 ODC의 활성 부위 (녹색 및 흰색 표면 구조) (A) ODC 활성 부위의 오르니틴, 노란색으로 강조된 Cys-360 (B) Cys 360에 결합된 에플로르니틴 탈카복실화 산물 (노란색으로 강조). 피롤린 고리가 오르니틴이 활성 부위로 진입하는 것을 차단한다.

## 역사
에플로르니틴은 1970년대 후반에 메릴 다운 연구소에서 암 치료를 위해 처음 개발되었지만, 악성 종양 치료에는 효과가 없는 것으로 밝혀졌다. 그러나 털 성장 감소에 매우 효과적이며, 특히 서아프리카 형태(트리파노소마 브루케이 감비엔세)의 아프리카 트리파노소마병(수면병) 치료에도 효과적인 것으로 발견되었다.

### 조모증
1980년대 질레트는 에플로르니틴 HCl 크림의 국소 도포가 털 성장을 억제한다는 발견으로 특허를 획득했다. 1990년대 질레트는 조모증 여성에게 에플로르니틴의 용량-반응 연구를 수행하여 이 약물이 얼굴 털 성장 속도를 늦춘다는 것을 입증했다. 질레트는 이어서 에플로르니틴 크림 제형에 대한 특허를 출원했다. 2000년 7월, 미국 미국 식품의약국(FDA)은 바니카에 대한 신약 신청을 승인했다. 이듬해 유럽 위원회는 판매 허가를 발급했다.

### 수면병 치료
이 약물은 1990년 11월 28일에 감비엔세 수면병 치료제로 등록되었다. 그러나 1995년에 Aventis(현 Sanofi-Aventis)는 주요 시장이 아프리카 국가였던 이 약물의 생산을 중단했는데, 이는 수익이 나지 않았기 때문이다.
2001년, 아벤티스와 WHO는 5년 파트너십을 맺었으며, 이 기간 동안 32만 개 이상의 펜타미딘 바이알, 42만 개 이상의 멜라르소프롤 바이알, 20만 개 이상의 에플로르니틴 병이 아벤티스에 의해 생산되어 WHO에 제공되었고, 수면병이 유행하는 국가에서 국경 없는 의사회(Doctors Without Borders라고도 함)에 의해 배포되었다.
국경 없는 의사회에 따르면, 이는 "수년간의 국제적 압력" 이후에야 일어났으며, 수면병에 대한 생명을 구하는 제형은 생산되지 않는 동안 다른 에플로르니틴 기반 제품(여성의 얼굴 털 예방을 위한 바니카)의 출시로 미디어의 관심이 집중되었던 시기와 일치한다.
2001년 생산이 재개된 이후 2006년까지 1,400만 건의 진단이 이루어졌다. 이것은 수면병 확산을 막는 데 크게 기여했고, 거의 110,000명의 생명을 구했다.

## 사회와 문화

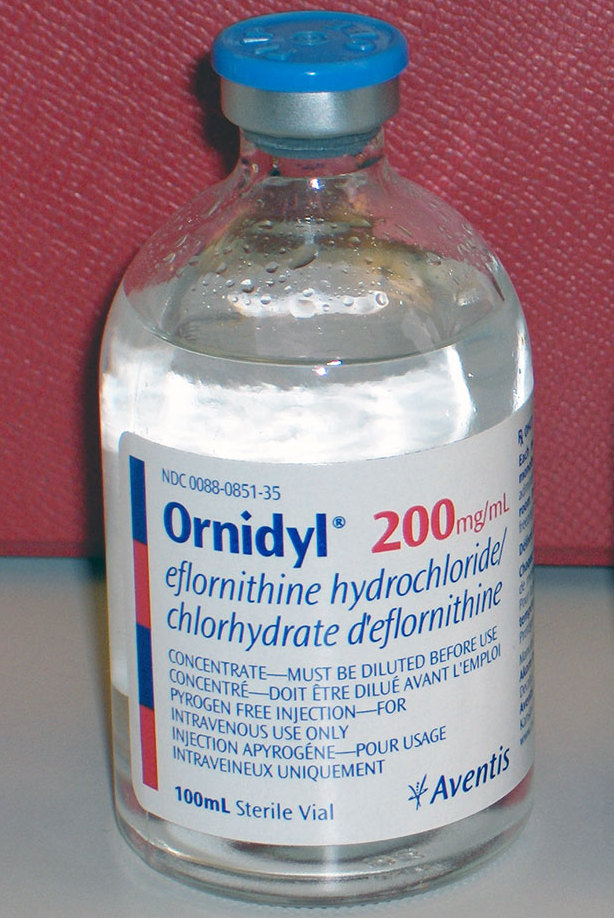
에플로르니틴 병

### 사용 가능한 형태
바니카는 크림이며, 흰색에서 미색을 띤다. 유럽에서는 30g 및 60g 튜브로 공급된다. 바니카는 15% w/w 에플로르니틴 염산염 일수화물을 함유하고 있으며, 이는 무수 에플로르니틴 11.5% w/w(EU) 및 무수 에플로르니틴 염산염 13.9% w/w(미국)에 해당하며 국소 투여용 크림이다.
주사용으로 제조된 오르니딜은 에플로르니틴 염산염 200mg/ml 강도로 공급되었다.

### 시장
미국 FDA 및 유럽 위원회 등에서 판매 허가를 받은 바니카는 현재 얼굴 털 성장을 늦추는 유일한 국소 처방 치료제이다. 기계적 또는 미용적 치료가 아닌 것 외에도, 얼굴 조모증을 겪는 여성에게 사용 가능한 유일한 비호르몬 및 비전신 처방 옵션이다. 바니카는 유럽에서는 Almirall, 미국에서는 SkinMedica, 캐나다에서는 Triton, 이스라엘에서는 Medison, 호주에서는 Menarini가 판매하고 있다.
에플로르니틴 염산염 주사제인 오르니딜은 사노피-아벤티스에서 허가받았지만, 현재 미국에서는 단종되었다.

## 연구

### 화학 예방 요법
오르니틴 탈카복실화효소(ODC)는 종양 세포에서 높은 활성을 보여 세포 성장과 분열을 촉진하며, ODC 활성이 없으면 푸트레신 고갈을 초래하여 RNA 및 DNA 합성 장애를 유발한다. 일반적으로 세포 성장을 억제하는 약물은 암 치료 후보로 간주되므로 에플로르니틴은 당연히 항암제로서 잠재적 효용이 있을 것으로 여겨졌다. ODC를 억제함으로써 에플로르니틴은 암세포와 비암세포 모두의 세포 성장과 분열을 억제한다.
그러나 몇몇 임상 시험에서 미미한 결과가 나타났다. 에플로르니틴에 의한 ODC 억제는 증식 세포를 죽이지 않아 에플로르니틴이 화학요법제로서 효과가 없다는 것을 발견했다. ODC 활동에 의한 폴리아민 형성 억제는 식이 및 세균적 수단으로 개선될 수 있는데, 이는 치즈, 붉은 육류, 일부 장내 세균에서 높은 농도로 발견되어 ODC가 억제되더라도 저장고를 제공하기 때문이다. 폴리아민이 발암 과정에서 어떤 역할을 하는지는 아직 불분명하지만, 폴리아민 합성이 암의 관련 효과라기보다는 원인 인자라는 주장이 뒷받침되고 있다.
다른 연구에서는 에플로르니틴이 결장 점막의 폴리아민 수치를 낮춤으로써 일부 화학 예방에 여전히 도움을 줄 수 있으며, 결장 및 피부 발암 과정에서 에플로르니틴 적용에 대한 강력한 전임상적 증거가 추가로 존재한다는 것을 시사했다. 이로 인해 에플로르니틴은 다른 약물과 함께 결장암에 대한 화학 예방 요법으로 특히 지지받고 있다. 여러 추가 연구에서 에플로르니틴이 다른 화합물과 함께 에틸니트로소우레아, 디메틸히드라진, 아조시메탄, 메틸니트로소우레아 및 히드록시부틸니트로사민의 발암 물질 농도를 뇌, 척수, 장, 유선 및 방광에서 감소시킨다는 것을 발견했다.

## 수의학적 용도
에플로르니틴은 쥐에서 효과적이다. Bacchi et al. 1980은 이 약물이 T. b. 브루케이 감염된 쥐에서 치료 효과가 있으며 일반적으로 독성이 없다는 것을 발견했다. Klug et al. 2016은 이것이 경구 치료의 좋은 가능성을 보여준다고 생각한다. 그러나 Jansson et al. 2008도 쥐에게 효과적으로 치료했지만, 약동학적으로 래트에서의 경구 투여는 매우 부정적인 결과를 보였다. Brun et al. 2010은 Jansson의 결과가 경구 치료의 전망을 죽였다고 생각한다.